# Pterotiltus apicalis
Pterotiltus apicalis is een rechtvleugelig insect uit de familie veldsprinkhanen (Acrididae). De wetenschappelijke naam van deze soort is voor het eerst geldig gepubliceerd in 1905 door Bolívar.